# Jeffrey Swann
Jeffrey Swann (ur. 24 listopada 1951 w Williams w stanie Arizona) – amerykański pianista.

## Życiorys
W latach 1963–1969 kształcił się w Dallas u Alexandra Uninsky’ego. Następnie studiował u Beveridge’a Webstera w Juilliard School of Music w Nowym Jorku. Na uczelni tej uzyskał stopień Bachelor of Arts (1972), Master of Arts (1973) oraz doktorat (1980). Debiutował w 1965 roku z Dallas Symphony Orchestra pod batutą Donalda Johanosa. W 1970 roku uczestniczył w VIII Międzynarodowym Konkursie Pianistycznym im. Fryderyka Chopina, zdobywając nagrodę krytyków muzycznych. W 1971 roku wystąpił w Warszawie z Orkiestrą Filharmonii Narodowej pod batutą Witolda Rowickiego. Koncertował w Europie i Stanach Zjednoczonych, w 1986 roku grał jako solista z London Philharmonic Orchestra pod batutą Jacka Kaspszyka.
W jego repertuarze znajdowały się utwory Mozarta, Beethovena, Chopina, Liszta, Debussy’ego i Bartóka.